# Silhak
Le courant de pensée silhak (en coréen : 실학) (ou sirhak) est un mouvement de réforme confucianiste en Corée, particulièrement actif au XVIIIe siècle.

## Histoire du mouvement
Les prémices apparaissent au XVIIe siècle, au cours de la période de reconstruction du pays après les guerres, et sous la dynastie Joseon. Silhak pourrait se traduire par « études pratiques ». Les précurseurs du sirhak furent des encyclopédistes, comme Heo Jun (1539-1615) qui a compilé toute la science médicinale de son temps. Yi Ik (1681-1763), autre précurseur, créa une sorte de contre-collège mandarinal en se spécialisant dans les études politiques et sociales les plus variées. Ce mouvement s'oppose à la tradition néoconfucianiste, qui en était arrivée , pour les lettrés de l'administration, à se perdre en discussions métaphysiques, en « querelles byzantines », lesquelles dissimulaient maladroitement leur appétit de pouvoir. Le pays connait surtout au XVIIIe siècle, un essor important, précisément en grande partie grâce à l'engagement de certains lettrés dans ce mouvement silhak.
Dans cet esprit, se développe une littérature populaire fondée sur l'usage du hangul, l'alphabet du roi Sejong. En effet le pouvoir, au XVIIIe siècle, encourage les paysans à apprendre pour moderniser les pratiques agricoles. Le roi Jeongjo (1752-1800) fut un adepte du mouvement. Il encouragea la modernisation de l'agriculture, décida l'affranchissement des esclaves publics afin de favoriser leur accès à la terre et d'en accroître les rendements. Par ailleurs, il rattacha les « études pratiques » de ces lettrés à une nouvelle institution : la bibliothèque royale. Cette institution avait pour objectif de proposer des réformes et de constituer une nouvelle élite de fonctionnaires au service du roi et de sa politique. Le roi appela dans cette institution l'historien Yu Deuk-gong (en) qui souligna le rôle joué, à l'époque du royaume de Balhae, par la Corée dans l'histoire du peuple mandchou, lequel dirigeait alors la Chine des Qing. Le roi s'entoura aussi, dans ce mouvement, de Jeong Yak-yong (1762-1863), dont les nombreuses fonctions administratives et participations diverses à l'esprit de réforme (entre autres : promoteur de la vaccination) le conduisit à publier une œuvre particulièrement riche et complexe. Cet esprit réformateur eu un impact certain sur les innovations dans le domaine artistique en Corée au XVIIIe siècle, en particulier la peinture.
Les ambitions du roi Sejong ne s'arrêtèrent pas aux réformes, il engagea des travaux monumentaux qui ruinèrent le pays. Finalement ses réformes peuvent être critiquées, plutôt rêves d'un retour aux sources néoconfucianistes, avec des lettrés dévoués, qu'une réelle vision qui aurait permis au pays de s'adapter aux bouleversements sociaux en cours. Les lettrés de la Bibliothèque royale paraissent, de leur côté, plus des utopistes que de véritables réformateurs. À la mort du roi, les yangban corrompus et les clans les plus puissants qu'il avait écarté reprirent le pouvoir. Ils détournèrent les biens de l'État à leur profit et la corruption se généralisa à nouveau entrainant la Corée dans une spirale descendante, et ce phénomène fut amplifié avec la convergence de plusieurs facteurs : la croissance démographique, de mauvaises récoltes dues à des sécheresses exceptionnelles (1803 et 1815), et la pire épidémie de choléra de l'histoire de la Corée (1822).